# 林堡省旗

長寬比: 2:3

林堡省旗的長寬比是2:3，為三色旗，自上而下是白、藍、黃三色條紋，左側有一個紅色的獅子圖案。荷蘭林堡省的旗幟和比利時林堡省的旗幟設計並不一樣。